# Isoflurà
L'isoflurà (en anglès: Isoflurane) és un anestèsic general. Es pot usar per iniciar o mantenir l'anestèsia. Tanmateix, sovint es fa servir un altre fàrmac per iniciar l'anestèsia a causa de la irritació amb isoflurà. Es fa servir per inhalació.
Té menys efectes indesitjables que l'halotà.